# Don Hutson
Donald Montgomery Hutson (31 de janeiro de 1913 – 26 de junho de 1997) foi um jogador de futebol americano profissional e treinador assistente que atuou na National Football League (NFL). Ele jogava na posição de split end e passou toda a sua carreira de onze anos jogando pelo Green Bay Packers. Trabalhando com o treinador Curly Lambeau, Hutson liderou os Packers em quatro campeonatos (1936, 1939 e 1944).

## Biografia

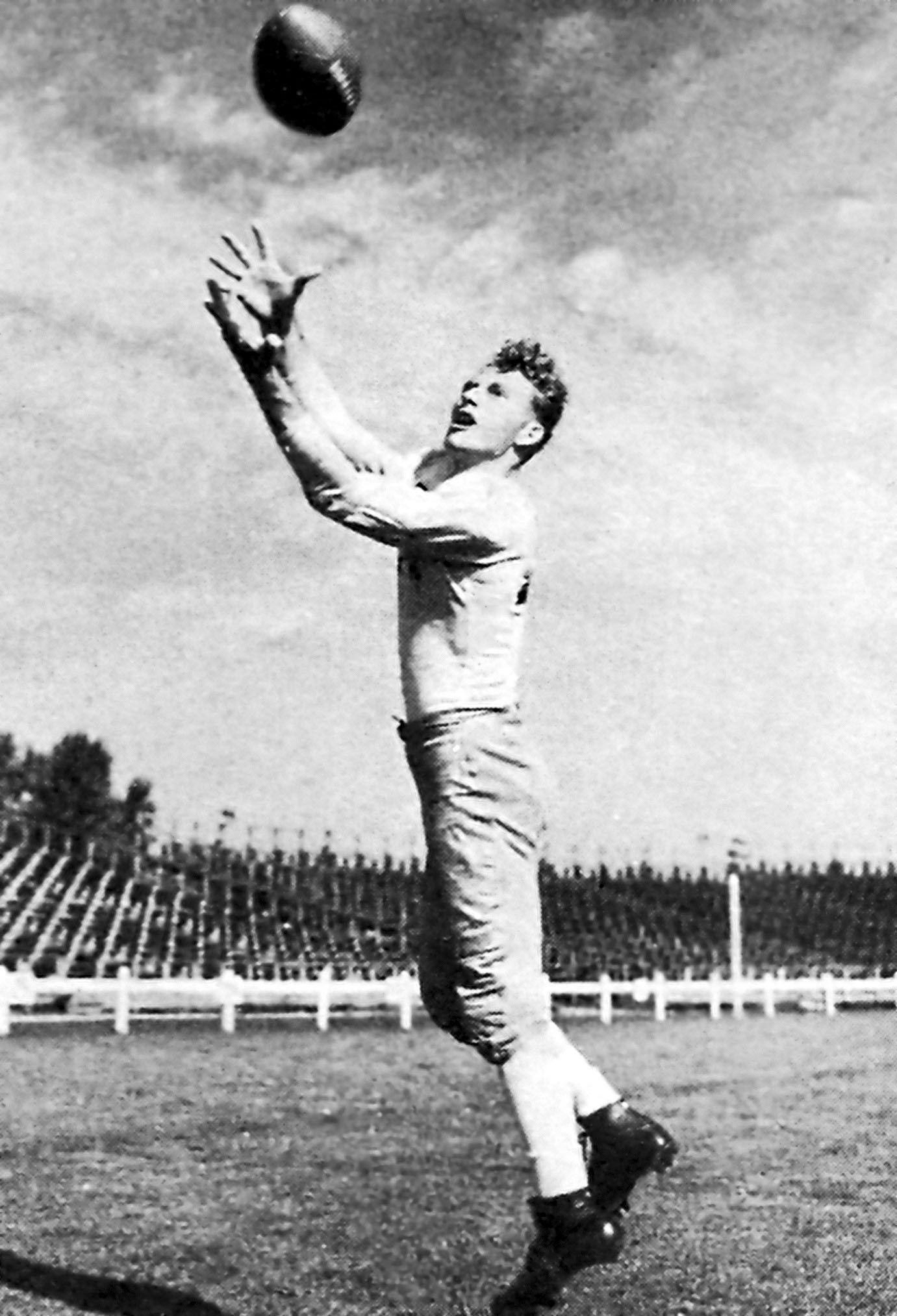
Hutson em 1940.

Nascido em Pine Bluff, no Arkansas, ele se formou na Universidade do Alabama, onde foi reconhecido em 1934 com as honras de All-American e venceu um campeonato nacional universitário da NCAA. Ele então se profissionalizou e foi para os Packers da NFL em 1935 e jogou onze temporadas antes de se aposentar ao fim de 1945. Ele liderou a liga em jardas recebidas em sete diferentes anos e em touchdowns recebidos em nove. Hutson também mostrava talento na defesa, jogando na posição de safety, sendo que ele liderou a liga em interceptações em 1940. Foi nomeado oito vezes como All-Pro, eleito quatro vezes para o Pro Bowl e ganhou dois troféus Joe F. Carr de NFL Most Valuable Player ("Jogador Mais Valioso").
Hutson é considerado como o primeiro wide receiver (recebedor) moderno e é creditado com a criação de várias rotas e movimentações em campo usados até hoje na NFL. Ele era o melhor recebedor do seu tempo, considerado um dos grandes jogadores da história da liga. Quando se aposentou, ele detinha quase todos os recordes da liga para um recebedor, incluindo o de recepções, jardas e touchdowns. Posteriormente ele foi apontado para o Hall da Fama do futebol americano universitário e o da NFL. O número de sua camisa (#14) foi a primeira a ser aposentada pelos Packers. Em 1994, Hutson foi eleito para o National Football League 75th Anniversary All-Time Team, o "Time de Elite" histórico do 75º aniversário da liga.